# 勇闯天下
《勇闯天下》是中国广州统一影视数码特技制作中心出品的动画，2005年12月上映。入围金龙奖动漫榜中榜提名。是第一部中国武侠动漫电影，取材于广东民间故事。

## 人员
监制：杨勇
导演：陈钺辉和傅燕

## 人物
黄飞鸿
师傅
倩儿
猪肉荣
熊猫
白猿、黑猩
元宝
元大头
宝顿
雷豹
杀手
四煞